# Ponta do Tristão

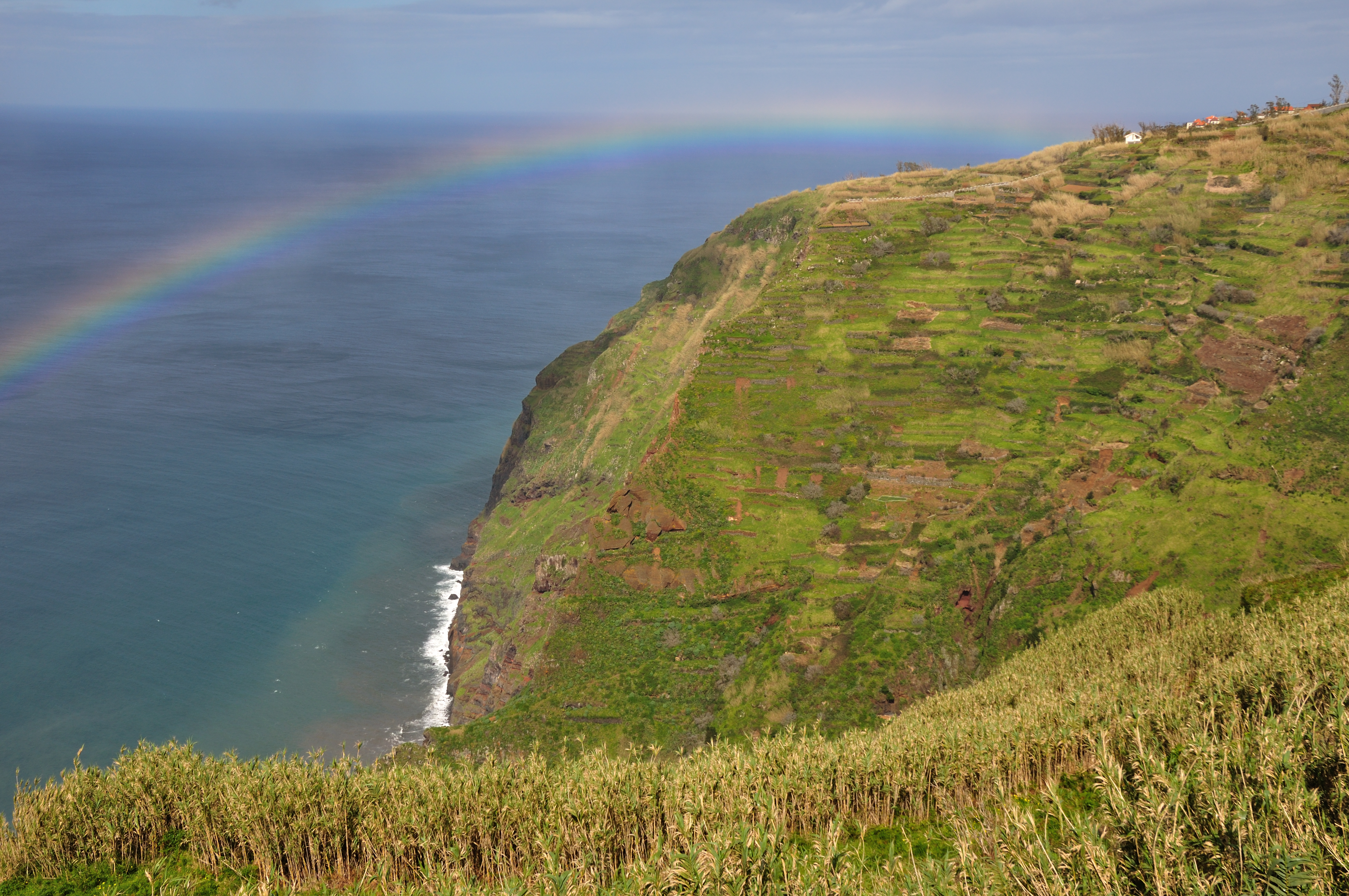

Ponta do Tristão é o ponto geográfico mais a norte da ilha da Madeira, localizado no Porto Moniz .

## Coordenadas
- Ponto mais setentrional da ilha da Madeira — Ponta do Tristão, Porto Moniz